# Графство Гронсвельд
Графство Гронсвельд (нем. Grafschaft Gronsveld) — государство в составе Священной Римской империи, существовавшее с 1498 по 1794 год.

## История

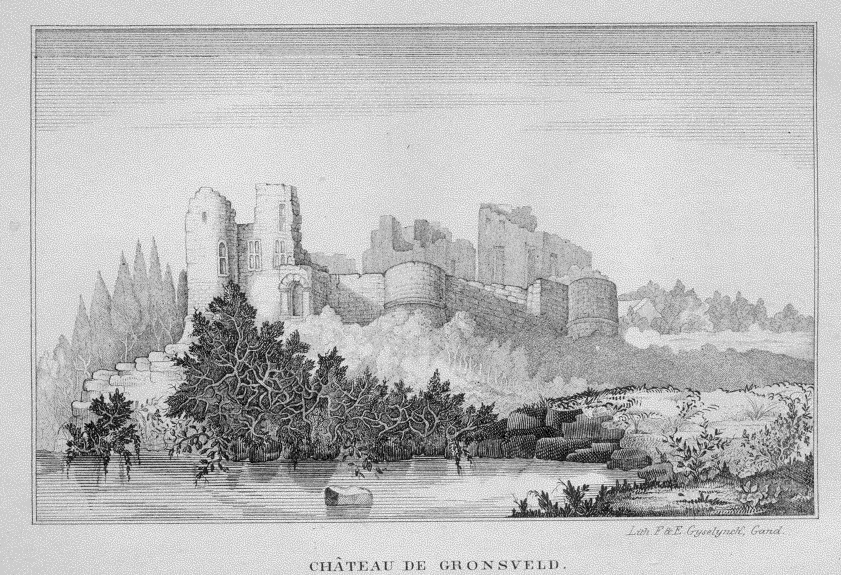
Замок Гронсвельд (иллюстрация 1827 года).

Расположенный в пределах герцогства Лимбург, Гронсвельд в XI веке стал сеньорией. В начале 14-го века от неё отделилось сеньория Рихольд.
24 июня 1498 года император Священной Римской империи Максимилиан I возвел территорию в ранг баронства. 29 сентября 1586 года император Рудольф II возвёл Гронсвельд в статус графства. Территория входила в состав Нижнерейнско-Вестфальского имперского округа, графы были членами Нижнерейнско-Вестфальской имперской коллегии графов.
После вымирания семьи Гронсвельд графство перешло к семье Бронкхорст-Батенбург. В 1719 году он перешел во владение графов Тёрринг-Йеттенбах. На протяжении многих лет территория графства менялась, и к 1795 году состояла из деревень Гронсвельд и Хонтем, а также северной половины Экельраде. Северная граница графства и сегодня обозначена башенной мельницей Гронсвельда, графским банмоленом на ауде Рейксвег.
В 1794 году в ходе войны первой коалиции было оккупировано Французской республикой. Заключительное постановление Имперской депутации постановило выдать компенсацию графам Тёрринг в виде секуляризированного аббатство Гутенцелль, которое 12 июля 1806 года при создании Рейнского союза было присоединено к королевству Вюртемберг. По итогам Венского конгресса стало частью провинции Лимбург Нидерландов.